# Anthony Lemke
Pour les articles homonymes, voir Lemke.
Anthony Lemke est un acteur canadien bilingue, né le 7 octobre 1970 à Ottawa, Canada.
Sa mère est hollandaise, arrivée au Canada en 1951, et son père est allemand.

## Biographie
Né le 7 octobre 1970 à Ottawa,, Roger Anthony Lemke a incarné jusqu’à ce jour plus de 40 rôles à la télévision et au grand écran, tant en français qu’en anglais. Au Québec, il a fait un passage remarqué en incarnant David dans la série Les hauts et les bas de Sophie Paquin. Il a également été de la distribution de la deuxième saison de Mirador, présentée à Radio Canada.
Au Canada anglophone, il a interprété le rôle de Ryan Lambert dans la deuxième saison de la série Lost Girl, celui de Brian Becker dans deux saisons de la série The Listener et celui de Marcus Grisham dans la série Tessa à la pointe de l'épée (Queen of Swords). Il fut également de la distribution de nombreux téléfilms, dont Shockwave (Space), The Last Templar (NBC), A Life Interrupted (Lifetime), et RoboCop 2001 (Robocop : Prime Directives) ainsi que des séries Flashpoint, Warehouse 13 et XIII, La Série.
Au cinéma, il incarne Le vulgaire dans Rouge Sang de Martin Doepner, ou encore le personnage de Jason Singleton dans le long métrage de Marc-André Forcier, Coteau rouge. Il a fait partie de la distribution de Faces in the Crowd de Julien Magnat et de Down the Road Again réalisé par Donald Shebib.
Anthony détient un baccalauréat en théâtre de l’Université de Waterloo et est bachelier en droit de l’Université McGill. Il habite Montréal.
Dans l'épisode 4 de la saison 3 de Dark Matter, il est possible de constater qu'Anthony parle couramment français.
Père de trois enfants, il habite à Saint-Lambert.

## Filmographie

### Cinéma
- 1997 : Shake, Rattle and Roll (Court-métrage) : Un membre du personnel
- 2000 : American Psycho : Marcus Halberstram
- 2002 : L'enfant et le loup : Alex McKenzie
- 2002 : Rub & Tug : Henry
- 2003 : TrueSexLies (Court-métrage) : Cal
- 2003 : The Pedestrian : Bruce
- 2003 : Rhinoceros Eyes : Un acteur / Dick
- 2009 : Dead Like Me: Life After Death : Un pompier
- 2010 : One Last Dance (Court-métrage) : Josh
- 2011 : Coteau rouge d'André Forcier : Jason Singleton
- 2011 : Down the Road Again : Matt
- 2011 : Faces in the Crowd : Bryce #3
- 2013 : Rouge Sang : Le Vulgaire
- 2013 : White House Down de Roland Emmerich : Capitaine Hutton

### Télévision

#### Séries télévisées
- 1997 : Nikita : Un garde
- 1997 : Fast Track : Willy Voss
- 1999 : Psi Factor, chroniques du paranormal (PSI Factor: Chronicles of the Paranormal) : Marc Hagan
- 2000 : Destins croisés (Twice in a Lifetime) : Dr Hugh Janyk jeune
- 2000 : Sydney Fox, l'aventurière (Relic Hunter) : Brad
- 2000 : D.C. : Le directeur législatif Robert
- 2000 : Jett Jackson : Marco
- 2000 : Tessa à la pointe de l'épée (Queen of Swords) : Capitaine Marcus Grisham
- 2001 : RoboCop: Prime Directives : James Murphy
- 2001 : Witchblade : Isaac Sullivan
- 2001 : Andromeda : Leydon Bryce-Hawkins
- 2001 : Mutant X : Charles Marlowe
- 2001 : Invasion planète terre (Earth: Final Conflict) : Gren
- 2002 : Tom Stone : Luis Arramendia
- 2003 : Doc : Richard Black
- 2006 : 15/Love : Coach Daniel Brock
- 2006-2007 : Rumours : Charles Jefferson
- 2007 : Heartland : Carl
- 2008-2009 : Les hauts et bas de Sophie Paquin : David Rothstein
- 2009 : Phantom, le masque de l'ombre (The Phantom) : Détective Clark Ellis
- 2009 : Le Dernier Templier (The Last Templar) (mini-série télévisée) : Clive Edmonston
- 2009 : Les Enquêtes de Murdoch (Murdoch Mysteries) (série télévisée) : Henry Bixby
- 2009-2014 : Les pouvoirs de Toby  The Listener : Brian Becker
- 2011 : 30 vies : Marc Turpin
- 2011 : XIII : La Série : Markle
- 2011 : Warehouse 13 : Michael Martin
- 2011 : Flashpoint : Tim Engels
- 2011 : Mirador : Peter Garrett
- 2011 : Blue Mountain State : Coach Marcus Gilday
- 2011-2012 :Baiser fatal Lost Girl : Ryan Lambert
- 2012 : Trauma : Le plasticien de Stella
- 2013 : Exploding Sun : Craig Bakus
- 2013 : Mémoires vives : Richard
- 2013 : Witches of East End : Harrison Welles
- 2014 : Nouvelle Adresse : Tom Severson
- 2014 : 19-2 : Dan Malloy
- 2015 : Dark Matter : Trois / Marcus Boone
- 2015 : Un soupçon de magie : Ryan Elliott
- 2018 : Blindspot : Victor
- 2019 : Cérébrum : Lieutenant Robert Hillman
- 2022 - 2023 : The Hardy Boys : Fenton Hardy (saison 2 et 3)

#### Téléfilms
- 1999 : La Vie secrète d'une milliardaire (Too Rich: The Secret Life of Doris Duke) : Walker Inman
- 1999 : Ricky Nelson: Original Teen Idol : David Nelson
- 2002 : Haven't We Met Before? : Détective Jack Cobel
- 2003 : Contamination mortelle (Do or Die) : Jack Hennessey
- 2004 : Bonheur en péril (False Pretenses) : Randal Ackers
- 2004 : Piège pour une mère (A Deadly Encounter) : Tony Brock
- 2006 : Proof of Lies : Chuck Hartley
- 2006 : L'Héritage de la peur (Legacy of Fear) : Jack Cobell
- 2007 : Wide Awake) : Robert Turner
- 2007 : Le combat d'une femme (A Life Interrupted) : Rob Smith
- 2009 : Reverse Angle : Harry Griggs
- 2010 : Duo de glace, duo de feu (The Cutting Edge: Fire & Ice) : James Agent
- 2010 : Mon ami Lucky (Your Lucky Dog) : Don
- 2010 : Piège en haute-couture (Dead Lines) : Adam Lyne
- 2011 : Who Is Simon Miller? : Jeffrey
- 2013 : Nature morte ou En plein cœur (Still Life: A Three Pines Mystery) : Inspecteur Jean-Guy Beauvoir
- 2014 : Bomb Girls - Facing the Enemy : Philip Davis

### Scénariste
- 2009 : La Dernière Danse (Court métrage)

### Producteur
- 2009 : La Dernière Danse (Court-métrage)
- 2002 : Mary Higgins Clark : Vous souvenez-vous